# Mon pire cauchemar
Mon pire cauchemar is een Frans-Belgische film van Anne Fontaine die werd uitgebracht in 2011. 

## Verhaal
Agathe Novic woont met haar zoon Adrien en haar echtgenoot François, een uitgever, in een duur en ruim appartement tegenover de prestigieuze Jardin du Luxembourg in Parijs. Na haar secundair onderwijs heeft ze universitaire studies voltooid. Zij leidt nu een gezaghebbende stichting voor hedendaagse kunst. Ze beweegt zich met het grootste gemak in allerlei culturele kringen waar ze graag het woord neemt.
Patrick Demeuleu woont alleen met z’n zoon Tony, in een bestelwagen. Hij heeft geen vast werk en voert allerlei klusjes uit om in hun levensonderhoud te voorzien. Hij is niet vies van alcohol, noch van vrijblijvende seks met rondborstige vrouwen. 
Agathe en Patrick ontmoeten elkaar voor het eerst op een vergadering waarop het schoolhoofd de ouders van de leerlingen heeft uitgenodigd. Agathe is een indrukwekkend betoog aan het houden als een druk telefonerende Patrick daar te laat binnenvalt. Hij valt dadelijk op door zijn luidruchtige en storende opmerkingen. Groot is haar verbazing wanneer diezelfde Patrick later op de dag bij haar aanbelt om Tony op te pikken. Tony blijkt de beste vriend van Adrien te zijn. François vat van meet af aan een vreemd soort sympathie op voor Patrick en hij vertrouwt hem een belangrijke klus toe in hun appartement. 
De gedistingeerde Agathe moet aanvankelijk niets van de ongemanierde Patrick hebben. Zij, een ontwikkelde, kordate en heel verfijnde vrouw, verdraagt moeilijk de lichtzinnigheid en de boertige vrijpostigheid van Patrick. Zonder hun zonen zouden ze elkaar trouwens nooit hebben leren kennen.

## Rolverdeling
| Acteur            | Personage                                    |
| ----------------- | -------------------------------------------- |
| Isabelle Huppert  | Agathe Novic                                 |
| Benoît Poelvoorde | Patrick Demeuleu                             |
| André Dussollier  | François Dambreville                         |
| Virginie Efira    | Julie                                        |
| Donatien Suner    | Adrien, de zoon van Agathe en François       |
| Corentin Devroey  | Tony, de zoon van Patrick                    |
| Aurélien Recoing  | Thierry                                      |
| Éric Berger       | Sébastien                                    |
| Philippe Magnan   | de schooldirecteur                           |
| Bruno Podalydès   | Marc-Henri                                   |
| Samir Guesmi      | de bediende van de dienst voor sociale zaken |
| Hiroshi Sugimoto  | zichzelf                                     |